# Петушиные гребешки

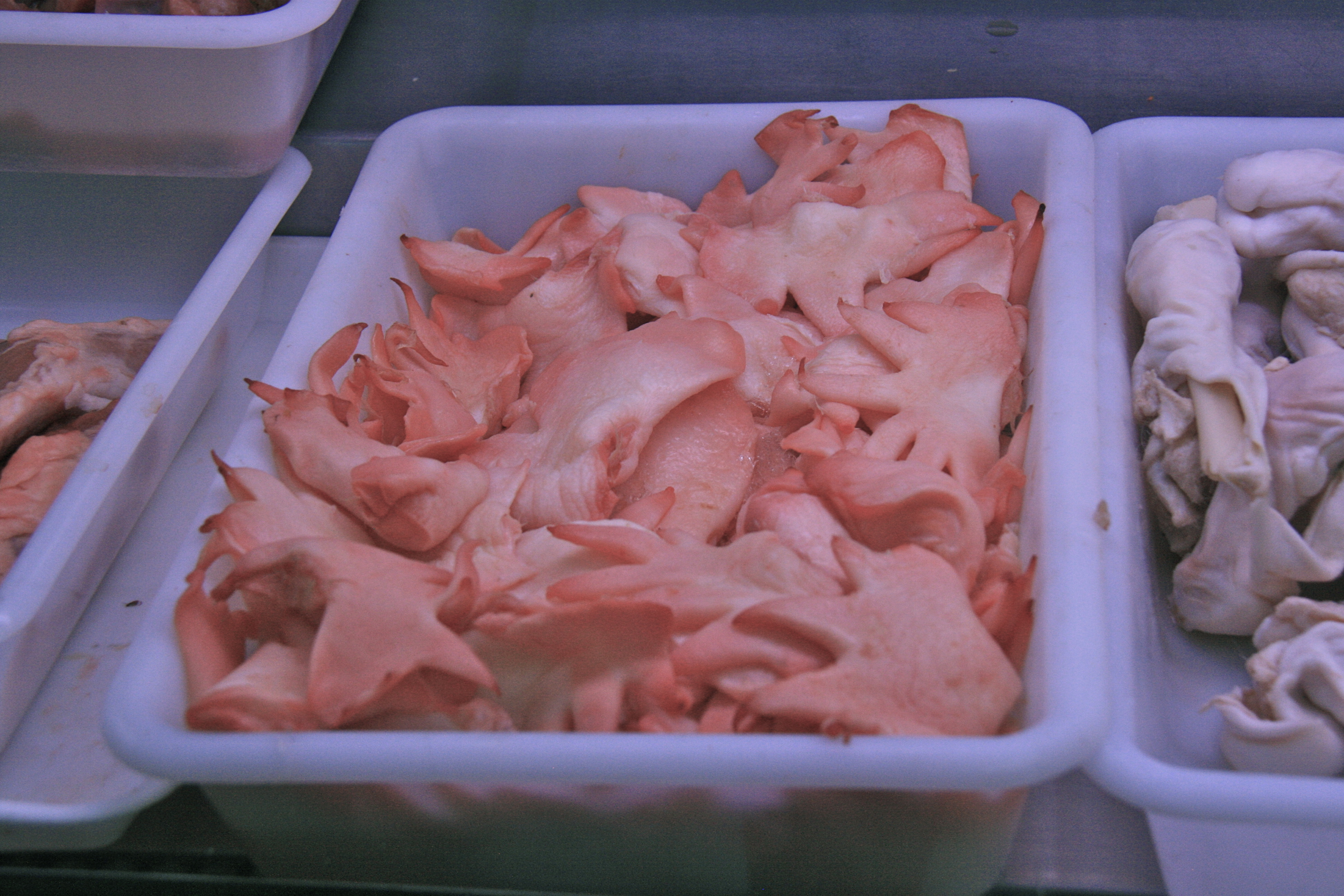
Петушиные гребешки

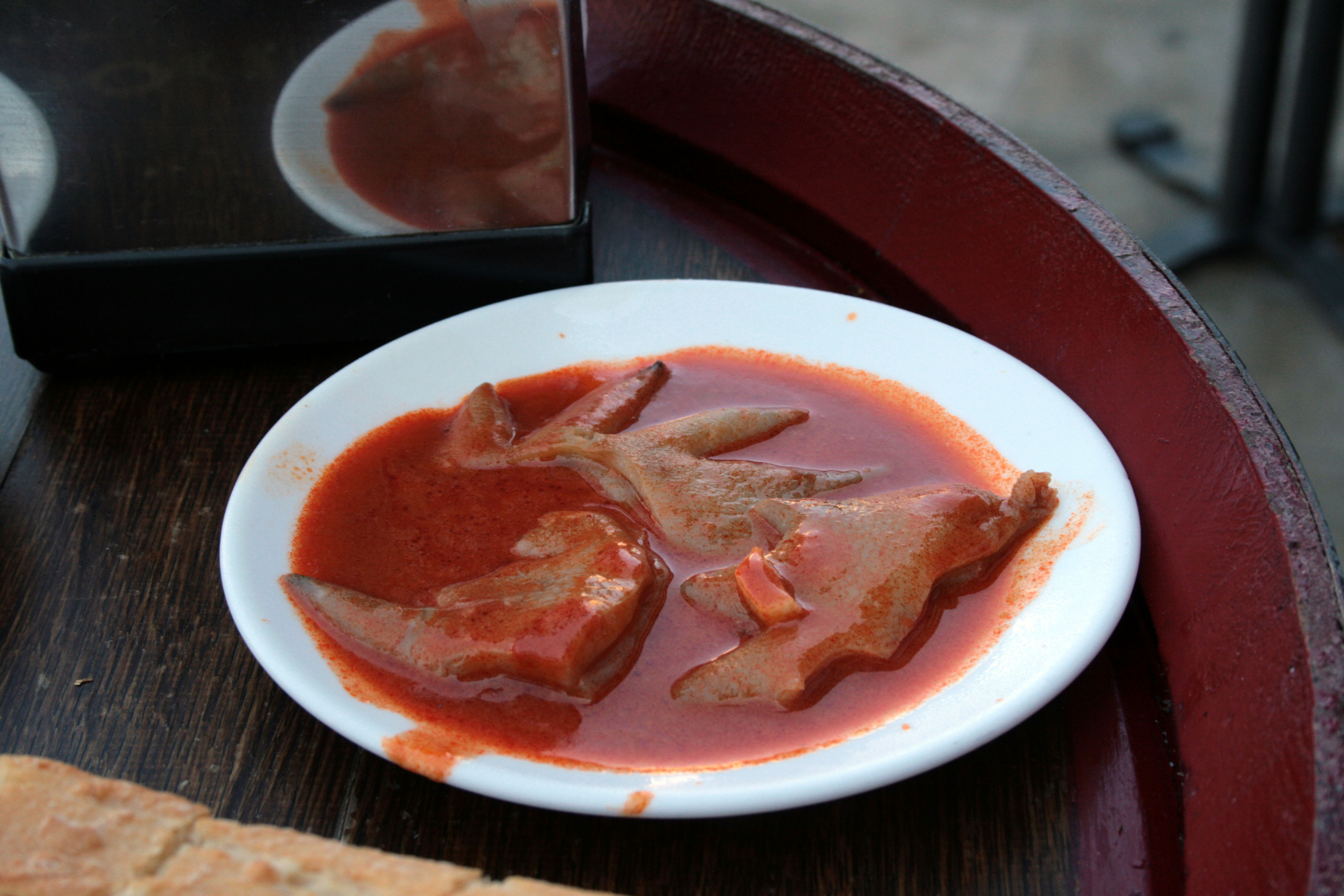
Петушиные гребешки, сервированные в качестве тапас в Торо

Петушиные гребешки, петушьи гребешки — субпродукт из гребней петухов. Петушиные гребешки не имеют какого-либо специфического вкуса или запаха, они богаты гиалуроновой кислотой, их употребление в пищу помогает бороться с болью в суставах. В 2013 году Европейское агентство по безопасности продуктов питания дало положительную оценку по вопросу безопасности включения экстракта петушиных гребешков в ежедневный рацион питания, в том числе в молочные продукты. В европейских кухнях петушиные гребешки считаются деликатесом, по древним верованиям петушиные гребешки придают их съевшему храбрость, силу и выдержку, а также гордость. В гастрономии используются преимущественно отваренными.
Перед варкой в курином бульоне с лимонным соком их ошпаривают, чтобы снять кожу, и вымачивают до белого цвета. Из петушиных гребешков готовят различные закуски, например, жаренные на сливочном масле панированные гребешки, начинённые ломтиками трюфеля, или жаренные во фритюре петушиные гребешки в тесте, начинённые куриным фаршем. Петушиные гребешки — ингредиент рагу и фрикасе, в том числе старинного флорентийского чибрео, а также сложных гарниров: «по-тулузски» (куриные потроха в соусе сюпрем), «по-финансистски» (куриные потроха с трюфелями и оливками), «по-имперски» (куриные потроха с фуа-гра и грибами), «по-маршальски» (с головками спаржи, трюфелями и горошком), куриного ланспика по-галльски. В Бургундии петушиные гребешки жарят с грибами и луком в бургундском вине. Петушиные гребешки, тушенные с луком, морковью, спелыми томатами, чесноком и сладким перцем в оливковом масле, — типичное блюдо в испанских провинциях Куэнка и Самора.
По сведениям В. В. Похлёбкина, фаршированные белым куриным мясом и костным мозгом петушиные гребешки каплунов до середины XIX века считались в России блюдом экзотическим и дорогим. Основными столичными поставщиками деликатесных петушиных гребешков в дореволюционной России были Ростов и Вологда, их доставляли только зимой на санях. Петушиные гребешки вышли из употребления с уничтожением помещичьего натурального хозяйства, одним из последних упоминаний этого блюда в литературе считается опубликованная в 1871 году пьеса «Подщипа» И. А. Крылова. Рассуждая о несовместимости русской и немецкой кухонь, царевна Подщипа заявляет немецкому принцу Трумфу: «А я лишь выборный везде люблю кусок: петушьи гребешки, у курочки пупок». В «Подарке молодым хозяйкам» Е. И. Молоховец петушиные гребешки присутствуют в качестве гарнирного ингредиента супа-пюре из тетерева и супа из бычьих хвостов. П. Ф. Симоненко в «Образцовой кухне» 1906 года предлагал гарнировать петушиными гребешками суп из рубцов и отварную телячью голову а-ля тортю, включал их в состав сборного майонеза, а также приводил рецепт соуса к дичи или домашней птице и цыплятам из петушиных гребешков и сладкого мяса. Такой соус «при отварной пулярке» фигурирует в рассказе «Читая афишу» из сборника 1881 года «Наши забавники» Н. А. Лейкина. В кулинарном издании К. К. Мороховцева 1905 года петушиные гребешки наряду со сладким мясом характеризовались как «хотя и дорогой, но зато очень вкусный гарнир для мясных пикантных мясных блюд», их рекомендовались подавать как жареными, так и в соусе. В рассказе А. И. Куприна «Канталупы» 1916 года лакей Яков в ресторане «Торжок» рекомендует с ярославским говорком «волованчики с петушиными гребешками и костным мозгом».
В современной русской гастрономической культуре петушиные гребешки практически отсутствуют. В ресторанной кухне предпринимаются отдельные попытки возродить к ним интерес, например, в составе жюльенов с сыром и грибами в горчично-сметанном соусе.